# Tarek Müller

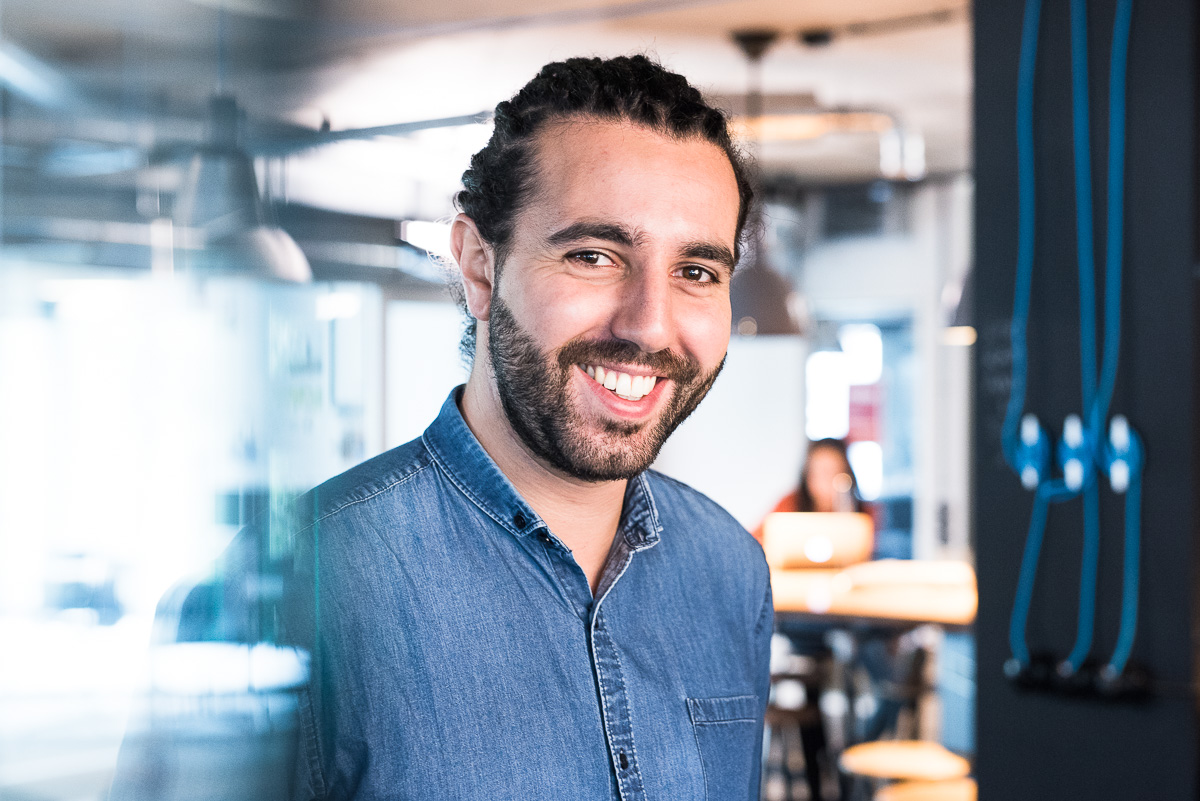
Tarek Müller (2019)

Tarek Müller (* 28. Oktober 1988 in Hamburg) ist ein deutscher Unternehmer.
Tarek Müller ist Mitgründer und Geschäftsführer des Online-Versandhändlers About You, einer Beteiligung der Otto Group. Ihm wird eine Vorreiterfunktion im deutschen E-Commerce und eine tragende Rolle bei der digitalen Transformation des Versandhandelskonzerns zugeschrieben.

## Leben
Tarek Müller ist der Sohn einer aus Ägypten stammenden Ärztin und eines Radiojournalisten. Er wuchs in Hamburg-Harburg auf und besuchte das Heisenberg-Gymnasium in Hamburg-Eißendorf, das er während der zwölften Klasse verließ. Am Wirtschaftsgymnasium Harburg erlangte er anschließend das Fachabitur. Müller lebt und arbeitet in Hamburg.

### Unternehmerische Tätigkeit
Im Alter von 15 Jahren gründete Müller seine erste Firma, verdiente erstes Geld als Betreiber von Online-Foren, auf deren Seiten er Werbung schaltete, und begann, sich mit dem Programmieren suchmaschinenoptimierter Webseiten zu beschäftigen. In den folgenden Jahren verkaufte er unter anderem importierte Pokerkoffer und Wasserpfeifen in eigenen Onlineshops, die einen Jahresumsatz von über einer Million Euro erreichten. Nachdem der Bau einer Fabrik in China, für den er in Vorleistung gegangen war, nicht zustande kam, musste Müller mehrere Online-Shops verkaufen, um eine Insolvenz abzuwenden.
Parallel dazu begann er mit dem Aufbau einer Gruppe von Agenturen, die sich mit Online-Handel und -Marketing sowie Beratung, Konzeption und Umsetzung digitaler Geschäftsmodelle beschäftigten. Zu den im Rahmen dieser Aktivitäten von Müller gegründeten Firmen gehörten die NetImpact Framework GmbH, die eTribes Framework GmbH und die vStores Trading GmbH (heute About You GmbH). Einer der ersten großen Kunden der Beratungsfirma eTribes war die Otto Group. 2011 beteiligte sich Otto an der vStores Trading GmbH. Die NetImpact Framework GmbH wurde 2013 von der Otto Group übernommen; zu diesem Zeitpunkt beschäftigte Müller etwa 100 Mitarbeiter in sechs Firmen.
Tarek Müller ist zudem Mitgründer der im Jahr 2018 entstandenen Investmentfirma Wald & Wiese Holding GmbH. Mit dem Verkauf ihrer Beteiligung an der Firma Global Marketplace Group GmbH, Betreiber der Amazon-Marketing-Agentur Factor-A, an die niederländische Digitalagentur Dept realisierte die Wald & Wiese Holding 2018 einen Gewinn in ein- bis zweistelliger Millionenhöhe.
Im Dezember 2019 gründete Tarek Müller die gemeinnützige 105 Viertel gGmbH, die in Hamburg das Kunst- und Kulturzentrum „Grüner Jäger“ betreibt.

### Geschäftsführer bei About You
Für die Otto Group war Tarek Müller mit der eTribes Framework GmbH seit 2008 als Berater und Digitaldienstleister tätig. Otto vertraute Müller gemeinsam mit Benjamin Otto die Konzeptionierung und Leitung eines unter dem Namen Projekt Collins (eine Anspielung auf den amerikanischen Management-Experten Jim Collins und sein Buch „Built to last“) geführten E-Commerce-Start-ups an und übernahm in diesem Zusammenhang 2013 Müllers Digitalagentur NetImpact mit allen Mitarbeitern. Aus dem Projekt Collins zur Entwicklung eines Online-Angebots für eine junge Zielgruppe, in das die Otto Group einen dreistelligen Millionenbetrag investierte, ging 2014 der Online-Modehändler About You hervor. Seit der Gründung des Unternehmens ist Tarek Müller zusammen mit Sebastian Betz und Hannes Wiese Gesellschafter und Geschäftsführer von About You.

### Öffentliche Wahrnehmung
Mit dem erfolgreichen Start des Online-Modehändlers About You wurde auch Tarek Müllers Person von den überregionalen Medien thematisiert. Müller wird als prägender Kopf der E-Commerce-Plattform wahrgenommen, mit der es der Otto Group gelang, für junge Kunden wieder attraktiv zu werden.
Unter anderem vom Hamburger Abendblatt, der Welt und der Süddeutschen Zeitung wurde Müller als „Hoffnungsträger“ der Otto Group bzw. „Gesicht der digitalen Transformation des Konzerns“ porträtiert. Der Spiegel und andere Medien bezeichneten Müller zudem als einen der erfolgreichsten und interessantesten jungen Online-Unternehmer Deutschlands. Anlässlich seiner Aufnahme in die Forbes 30 Under 30-Liste nannte die Welt Tarek Müller 2018 einen der „vielversprechendsten jungen Unternehmer Europas“. Ebenfalls 2018 wurde Müller mit dem von der gleichnamigen Fachzeitschrift verliehenen Horizont-Award als „Marketing-Mann des Jahres“ und eine der „prägendsten Persönlichkeiten der digitalen Handelslandschaft“ geehrt.

### Kontroversen
2022 wurde Tarek Müller aufgrund von „fahrlässiger Trunkenheit im Straßenverkehr“ verurteilt und musste eine Geldstrafe von 80.100 Euro zahlen. Er fuhr betrunken auf einem E-Roller.

## Ehrungen
- „e-Star Personality Award“ des Bundesverbandes E-Commerce und Versandhandel Deutschland e.V. 2014[43]
- Capital „Junge Elite – Top 40 unter 40 – Kategorie Manager“ 2015[44] und 2016[45]
- Forbes „30 unter 30“ in der Kategorie Einzelhandel und E-Commerce 2018[36]
- Horizont-Award „Mann des Jahres“ 2018 in der Kategorie Marketing[37]
- Werben & Verkaufen (Fachmagazin für die Kommunikations- und Medienbranche) „100 Köpfe 2019“[46]
- „CMO of the Year“ 2019[47][48]